# Liste ostfriesischer Persönlichkeiten
Die Liste ostfriesischer Persönlichkeiten enthält Persönlichkeiten, die wichtig für Ostfriesland und seine Geschichte sind, die also hier maßgeblich gewirkt haben oder deren Person eng mit der Region Ostfriesland verbunden wird.

## Eigene Listen
- Liste der Grafen und Fürsten von Ostfriesland
- Liste der Präsidenten der Ostfriesischen Landschaft
- Liste von Persönlichkeiten der Stadt Aurich
- Liste der Bürgermeister der Stadt Aurich
- Liste von Persönlichkeiten der Stadt Emden
- Liste der Bürgermeister der Stadt Leer
- Liste von Persönlichkeiten der Stadt Leer
- Liste Norderneyer Persönlichkeiten
- Liste der Bürgermeister der Stadt Norderney
- Liste der Bürgermeister der Stadt Norden

## Film, TV & Radio
- Martin Busker, Regisseur und Drehbuchautor
- Ewald Christophers, Journalist, „Stimme Ostfrieslands“
- Heiko Engelkes, Journalist, ARD-Korrespondent in Paris, Buchautor
- Walter Freiwald, Moderator und Schauspieler
- Harro Füllgrabe, deutscher Redakteur und Moderator
- Okka Gundel, Moderatorin bei Sportschau und tagesschau24
- Eva Herman, Moderatorin, Nachrichtensprecherin und Schriftstellerin
- Almuth Kook, Redakteurin bei Schwarzkopf-TV, Wohn-Stylistin RTL – Einsatz in 4 Wänden
- Wolfgang Petersen, Hollywood-Regisseur; unter anderem von Das Boot und Troja
- Siemen Rühaak, Schauspieler
- Helma Sanders-Brahms, Regisseurin
- Hajo Wilken, Radioredakteur, stellte zwei Weltrekorde im Dauermoderieren auf und gewann mehrere Hörfunkpreise

## Geschichte
- Edzard der Große, ostfriesischer Graf
- Karl Heinrich Ulrichs, Vorkämpfer für die Gleichberechtigung von Homosexuellen
- Klaus Störtebeker, Seeräuber zur Zeit der Hanse
- Balthasar von Esens, Freiheitskämpfer und Seeräuber
- Max Windmüller, deutsch-jüdischer Widerstandskämpfer gegen den Nationalsozialismus
- Dodo zu Innhausen und Knyphausen, Feldherr des Dreißigjährigen Krieges

## Kunst und Kultur
- Ludolf Bakhuizen, Maler
- Henrich Becker, Porträtmaler
- Eggerik Beninga, friesischer Chronist
- Otto Buurman, Mediziner, Sprachforscher und Autor
- Herbert Dunkel, Kunsterzieher und Maler
- Philipp Heinrich Erlebach, Komponist
- Rudolf Eucken, deutscher Nobelpreisträger für Literatur 1908
- Martin Faber, Architekt, Kunstmaler und Kartograf
- Poppe Folkerts, Maler
- Recha Freier geb. Schweitzer, Schriftstellerin, Trägerin des Israelischen Staatspreises
- Karl Gramberg, Maler
- Teletta Groß, Schulstifterin und Förderin der Frauenbildung
- Detlef Hartlap, Journalist und Sachbuchautor
- Enno Wilhelm Hektor, Dichter
- Hans-Joachim Hespos, Komponist
- Die Familie von Ub Iwerks
- Diedrich Janßen-Jennelt, Maler
- Gerhard Harmannus Janssen, Maler
- Jan Siefke Kunstreich, Kunsthistoriker und Kabarettist
- Hermann Lübbe, Philosoph
- Conrad Bernhard Meyer, Architekt, Kaufmann
- Herbert Müller, Maler und Kunstpädagoge
- Henri Nannen, Verleger und Publizist
- Bodo Olthoff, Maler
- Hildegard Peters, Malerin
- Ernst Petrich, Grafiker
- Michael Podulke, Maler
- Leffert Thelen Poppinga, Maler
- Meta Rogall, Original und Kneipenwirtin
- Johann Gottfried Rohlfs, Orgelbauer
- Uwe Rosenberg, Spieleerfinder
- Greta Schoon, Lyrikerin
- Johann Schoon, Schriftsteller
- Wilhelmine Siefkes, Schriftstellerin
- Andy Strauß, Schriftsteller und Poetry Slammer
- Meinhard Uttecht, Maler
- Hans Trimborn, Musiker und Maler
- Ole West, Maler
- Klaus-Peter Wolf, Schriftsteller

## Musik und Bühne
- Carl Carlton, Rockmusiker
- Jan Cornelius, Liedermacher
- Karl Dall, Komiker, Schauspieler, Entertainer
- Hannes Flesner, Sänger
- H. P. Baxxter, eigentlicher Name: Hans-Peter Geerdes, Frontmann der Techno-Combo Scooter
- Enno Popkes, Kirchenmusiker und Orgelsachverständiger
- Al Shean, US-amerikanisch-deutscher Komiker
- Theodore Thomas, geboren als Theodor Thomas, Musiker, Komponist, Gründer des Chicago Symphony Orchestra
- Otto Waalkes, Komiker, Schauspieler
- Taddl, eigentlicher Name: Daniel Tjarks, Rapper, Sänger und Webvideoproduzent, auch bekannt als TJ_beastboy, als TJ_babybrain und als Frontmann von Dat Adam
- Annie Heger, Sängerin, Schauspielerin, Autorin und Moderatorin. Sie ist unter anderem Autorin und Sprecherin der Sendung Hör mal ’n beten to auf NDR 1.
- Tex Morton, Musiker und Gitarrist u. a. Sunny Domestozs, Mad Sin, Ray & the Rockets oder Freunde der italienischen Oper

## Politik
- Gesine Agena, Politikerin und Sprecherin der Grünen Jugend
- Gila Altmann, Vorsitzende der Grünen in Niedersachsen, Parlamentarische Staatssekretärin
- Hermann Bontjer, SPD, ehem. MdL in Niedersachsen
- Georg Boomgaarden, Botschafter der Bundesrepublik Deutschland in Spanien
- Ysaak Brons, Kaufmann und Reeder, Mitglied der Frankfurter Nationalversammlung
- Hermann Conring, ehemaliges MdB
- Gitta Connemann, MdB
- Johann Cramer, ehemaliges MdB
- Elvira Drobinski-Weiß, Politikerin (SPD)
- Garrelt Duin, ehemaliger Vorsitzender der SPD in Niedersachsen, MdB
- Carl Ewen, ehemaliges MdB
- Hans Forster, ehemaliges MdB
- Jann Jakobs, SPD, Oberbürgermeister von Potsdam
- Jann-Peter Janssen, ehemaliges MdB
- Günter Lüttge, MdEP
- Anneliese Poppinga, Sekretärin Konrad Adenauers
- Reinhold Robbe, ehemaliges MdB und Wehrbeauftragter des Bundestages
- Johann Saathoff, MdB
- Carl Schweckendieck, preußischer Landtagsabgeordneter und Mitinitiator des Ausbaus des Emder Hafens
- Wiard Siebels, SPD, MdL in Niedersachsen
- Hinrich Swieter, ehemaliger niedersächsischer Finanzminister
- Ulf Thiele, MdL und Generalsekretär der CDU in Niedersachsen
- Gitta Trauernicht, deutsche SPD-Politikerin

## Sportler
- Christian Alder, Fußballspieler
- Dieter Eilts, Ex-Fußballnationalspieler, Ex-U 21-Nationaltrainer und ehemaliger Trainer von Hansa Rostock
- Karsten Fischer, Fußballspieler
- Bernd Flessner, Windsurfprofi (15-maliger Deutscher Meister)
- Heidi Hartmann (Boxerin), Box-Weltmeisterin
- Marco Kutscher, Springreiter (EM-Sieger und Bronze bei Olympia)
- Silvia Rieger, Leichtathletin (Hürdenlauf)
- Jan-Gerhard Vestering, Ex-Fußballer
- Ferydoon Zandi, Fußball-Profi

## Theologie
- Menso Alting
- Johann Gerhard Behrens, Ev.-luth. Pastor und Astronom
- Christian Bonk, erster Baptist Ostfrieslands
- Jörg Buchna, Pastor und Schriftsteller
- David Fabricius, Theologe, bedeutender Amateurastronom und Kartograf
- Heinold Fast, mennonitischer Theologe und bedeutender Forscher auf dem Gebiet der reformatorischen Täuferbewegung
- Otto Galama Houtrouw, Theologe und Heimatforscher
- Ludwig Ihmels, Landesbischof von Sachsen
- Remmer Janssen, Pastor aus Strackholt, Erweckungsprediger
- Helias Meder
- Heinrich Ludwig Albrecht Meyer, evangelisch-lutherischer Pastor, Nationalsozialist, Führer der Deutschen Christen
- Peter Johannes de Neui, baptistischer Pionier in Ostfriesland, den Niederlanden und den USA
- Eduard Norden, Philologe und Religionshistoriker
- Albrecht Oepke, ev. Theologe
- Wiard Popkes, baptistischer Theologe
- Heinrich Reimers, Theologe und Heimatforscher
- Jann Schmidt, ehemaliger Kirchenpräsident der Evangelisch-reformierten Kirche
- Harm Willms, baptistischer „Theologe im Bauernrock“

## Wissenschaft
- Eggerik Beninga, Chronist
- Hermann Conring, Rechtsgelehrter
- Reint de Boer, Bauingenieur
- Ubbo Emmius, Pastor, Historiker und Gründer der Universität Groningen
- Rudolf Eucken, Philosoph
- Johannes Fabricius, einer der Entdecker der Sonnenflecken
- Wilhelm von Freeden, deutscher Mathematiker, Naturwissenschaftler und Ozeanograph sowie Gründer der Norddeutschen Seewarte in Hamburg
- Ludwig Franzius, Wasserbauingenieur, Oberbaudirektor von Bremen
- Wilfried Grunau, Ingenieur und Geodät
- Enne Heeren Dirksen, Mathematiker
- Hermine Heusler-Edenhuizen, Dr. med., erste deutsche Frauenärztin, Gründerin des deutschen Frauenärztebundes, Frauenrechtlerin
- Carl Hinrichs, Historiker
- Rudolf von Jhering, deutscher Jurist
- Hajo van Lengen, Historiker, Direktor der Ostfriesischen Landschaft Aurich von 1979 bis 2005
- Karl Lohmann, Wirtschaftswissenschaftler
- Hermann Lübbe, Philosoph
- Hans-Wilhelm Müller-Wohlfahrt, Sportmediziner und med. Betreuer der deutschen Fußballnationalmannschaft und des FC Bayern München
- Moritz Neumark, Industrieller und Erfinder
- Jabbo Oltmanns, Astronom und Mathematiker
- Onno Poppinga, Agrarwissenschaftler
- Johann Christian Reil, Arzt und Professor
- Georg Scheller, Professor für Wirtschaftswissenschaften
- Harry Westermann, Jura-Professor in Münster

## Sonstige
- Jan van Koningsveld, Weltmeister im Kopfrechnen
- Minnie Schönberg, Mutter der Marx Brothers, aus Dornum stammend
- Tamme Hanken, Tierheilpraktiker und TV-Darsteller
- Günter Saathoff, ehemaliges Vorstandsmitglied der Bundesstiftung „Erinnerung, Verantwortung und Zukunft“ (2004 bis 2017)
- Paul Ronzheimer, Journalist